# 10КА
Электровоз 10КА  — контактный электровоз для транспортировки по горным выработкам шахт и рудников грузовых вагонеток с полезным ископаемым, оборудованием, материалами и/или породой, а также для перевозки людей в специальных пассажирских вагонетках. Является модернизацией электровоза К-10.

## Устройство электровоза
Электровоз 10КА представляет собой двухосный локомотив с одной концевой кабиной, из которой осуществляется управление. Кабина обеспечивает обзор в обе стороны движения и выход на обе стороны электровоза. Передние и задние окна кабины имеют ветровые стекла (триплекс). Входные проемы с обеих сторон закрываются дверями. Кабина оборудована откидными сидениями машиниста и стажера.
Электровоз оборудован: 
•	пневмосистемой, приводящей в действие механический тормоз и песочницу, а также управляющей автосцепками  и приводом токоприемника;
•	электродинамическим и пневмомеханическим тормозами;
•	блокировочным устройством, исключающим возможность управления электровозом вне кабины;
•	звуковым электрическим и пневмосигналом;
•	системой освещения и световой сигнализации;
•	песочницами с пневмоприводом;
•	устройством сцепным со штыревой сцепкой;
•	скоростемером.
На электровозе применена индивидуальная пружинная подвеска рамы, разъемная букса, усовершенствованные редуктор и тормозная система. 
Электровоз оснащен тяговыми двигателями повышенной мощности длительного режима, модернизированными токоприемником, блоком резисторов и стабилизатором напряжения. 
На электровозе предусмотрены места для установки домкрата, огнетушителя, аппаратуры управления стрелочными переводами.
Электрооборудование электровоза обеспечивает:
•	пуск и регулирование скорости движения;
•	изменения направления движения;
•	электродинамическое торможение;
•	невозможность управления электровозом вне кабины;
•	отключение электровоза при исчезновении напряжения в контактной сети и последующий пуск только с нулевой позиции рукоятки  главного барабана контроллера;
•	защиту от перегрузок и короткого замыкания;
•	питание цепей освещения и  сигнализации стабилизированным напряжением;
•	управление освещением, световой и звуковой сигнализацией;
•	управление мотор-компрессорной установкой;
•	возможность подключения аппаратуры управления  стрелочными переводами;
•	защиту от поражения электрическим током в контактной сети;
•	измерение и индикацию скорости движения;
•	учет времени работы электровоза.
Кабина электровоза может быть укомплектована панелью управления, которая обеспечивает в реальном времени отображение скорости движения, пройденного пути, отработанных моточасов, потребляемого электродвигателями тока, их температурного режима, напряжения в контактной сети, давления в пневмосистеме.

## Техническая характеристика электровоза
| № п/п | Наименование                                                                   | Единица измерения | Значение параметра*  |
| ----- | ------------------------------------------------------------------------------ | ----------------- | -------------------- |
| 1     | Сцепная масса                                                                  | кг                | 10 000               |
| 2     | Напряжение в сети                                                              | В                 | 250+75/-50           |
| 3     | Параметры часового режима: - скорость - мощность электродвигателей - сила тяги | км/час кВт кН     | 11,7 2х33/2х45 18/22 |
| 4     | Ширина колеи                                                                   | мм                | 600/750, 900         |
| 5     | Жесткая база                                                                   | мм                | 1200                 |
| 6     | Габаритные размеры                                                             | мм                | 4900х1050/1350х1650  |
| 7     | Клиренс                                                                        | мм                | 115                  |
| 8     | Наружный диаметр бандажа                                                       | мм                | 680                  |

## Условия эксплуатации
Исполнение электровоза 10КА по ГОСТ 24754 – рудничное нормальное РН1.
Электровоз рассчитан для работы в макроклиматических  районах с умеренным (У) климатом с категорией размещения 5 по ГОСТ 15150 и может эксплуатироваться в условиях:
| № п/п | Наименование                                             | Единица измерения | Значение параметра* |
| ----- | -------------------------------------------------------- | ----------------- | ------------------- |
| 1     | Высота над уровнем моря                                  | м                 | не более 1000       |
| 2     | Коэффициент пульсаций в контактной сети постоянного тока | %                 | не более 10         |
| 3     | Напряжение на токоприемнике                              | В                 | 250-50+75           |
| 4     | Высота подвески контактного провода от головки рельса    | мм                | 1800…2300           |
| 5     | Радиус закругления рельсового пути, не менее             | м                 | 12                  |
| 6     | Сечение горных выработок                                 | м2                | по ГОСТ 21152       |